# Lithocarpus microbalanus
Lithocarpus microbalanus är en bokväxtart som beskrevs av Aimée Antoinette Camus. Lithocarpus microbalanus ingår i släktet Lithocarpus och familjen bokväxter.
Artens utbredningsområde är Vietnam. Inga underarter finns listade.